# Styrax japonicus
Espèce
Synonymes
- Cyrta japonica (Siebold & Zucc.) Miers[1]
- Styrax bodinieri H. Lév.[1] [2]
- Styrax japonicus var. japonicus[1]
- Styrax seminatus Farges[2]

Styrax japonicus, ou Styrax du Japon, est une espèce de plante à fleurs du genre Styrax, de la famille des Styracaceae.

## Nom vernaculaire
Styrax japonicus est couramment appelé Styrax du Japon dans les pays de langue française,, et Japanese Snowbell ou Japanese Storax dans les pays anglophones,. Au Japon, il est nommé Ego no ki,. Styrax japonicum et Styrax japonica sont parfois des noms scientifiques associés au Styrax du Japon.

## Description
Styrax japonicus est un arbre à feuilles caduques pouvant mesurer de 8 à 10 m de haut. Ses feuilles, vert foncé, oblongues et finement dentées, sont alternes, mesurent entre 4 et 8 cm, et deviennent jaunes et rouges en période automnale. Ses branches supportent des rameaux violets. Chaque année, vers le début de l'été, des fleurs, blanches, campanulées, odorantes et aux étamines jaunes, apparaissent en petites grappes pendantes. Les fruits, drupes d'environ 1 cm de long et de forme ovoïde, arrivent à maturité en septembre, et brunissent avant de tomber sur le sol,.
Cette espèce de Styrax existe sous forme de bonsaï, et, au Japon, est appréciée pour sa floraison dans la pratique du niwaki.

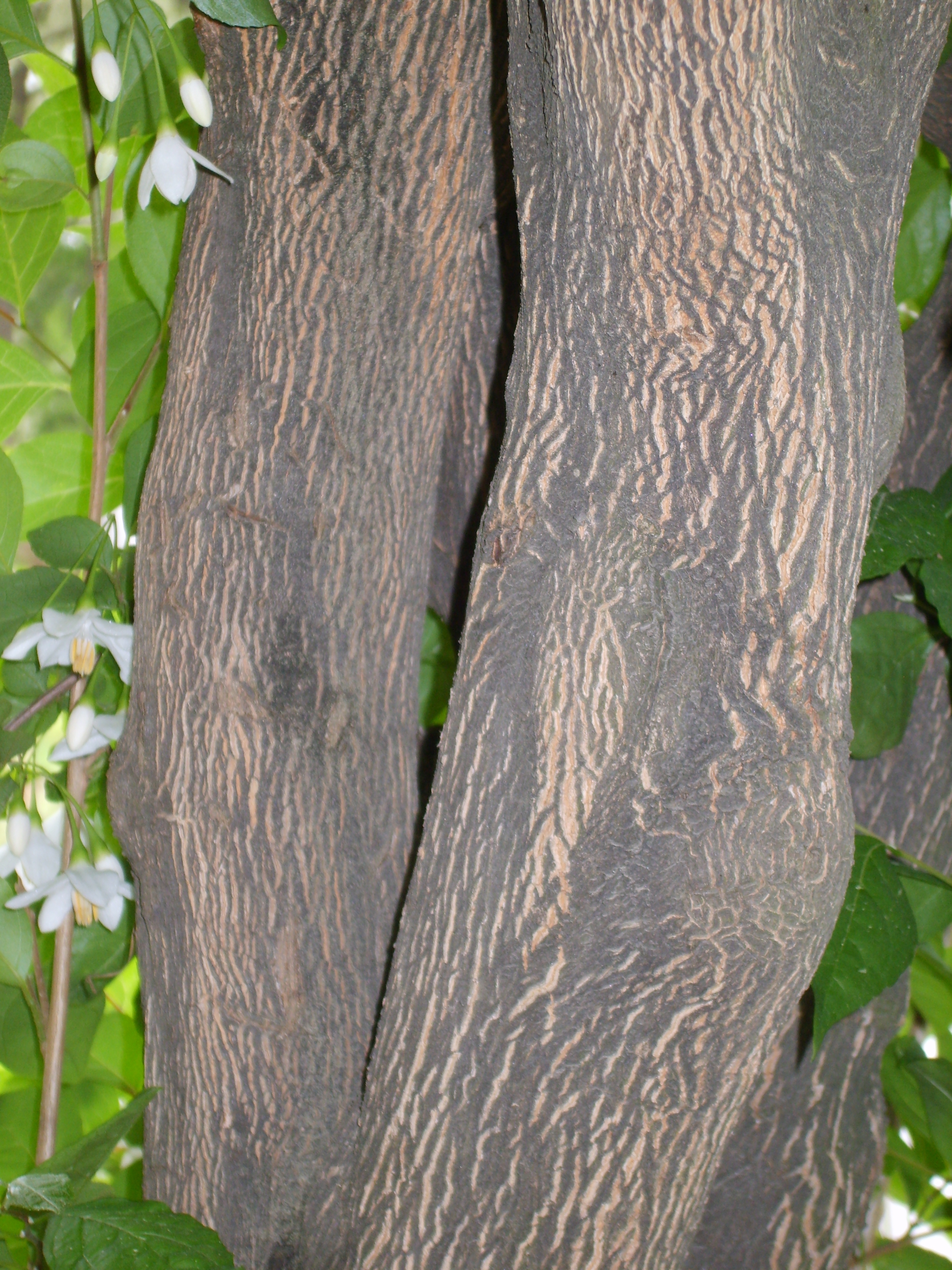
Un tronc de Styrax du Japon.
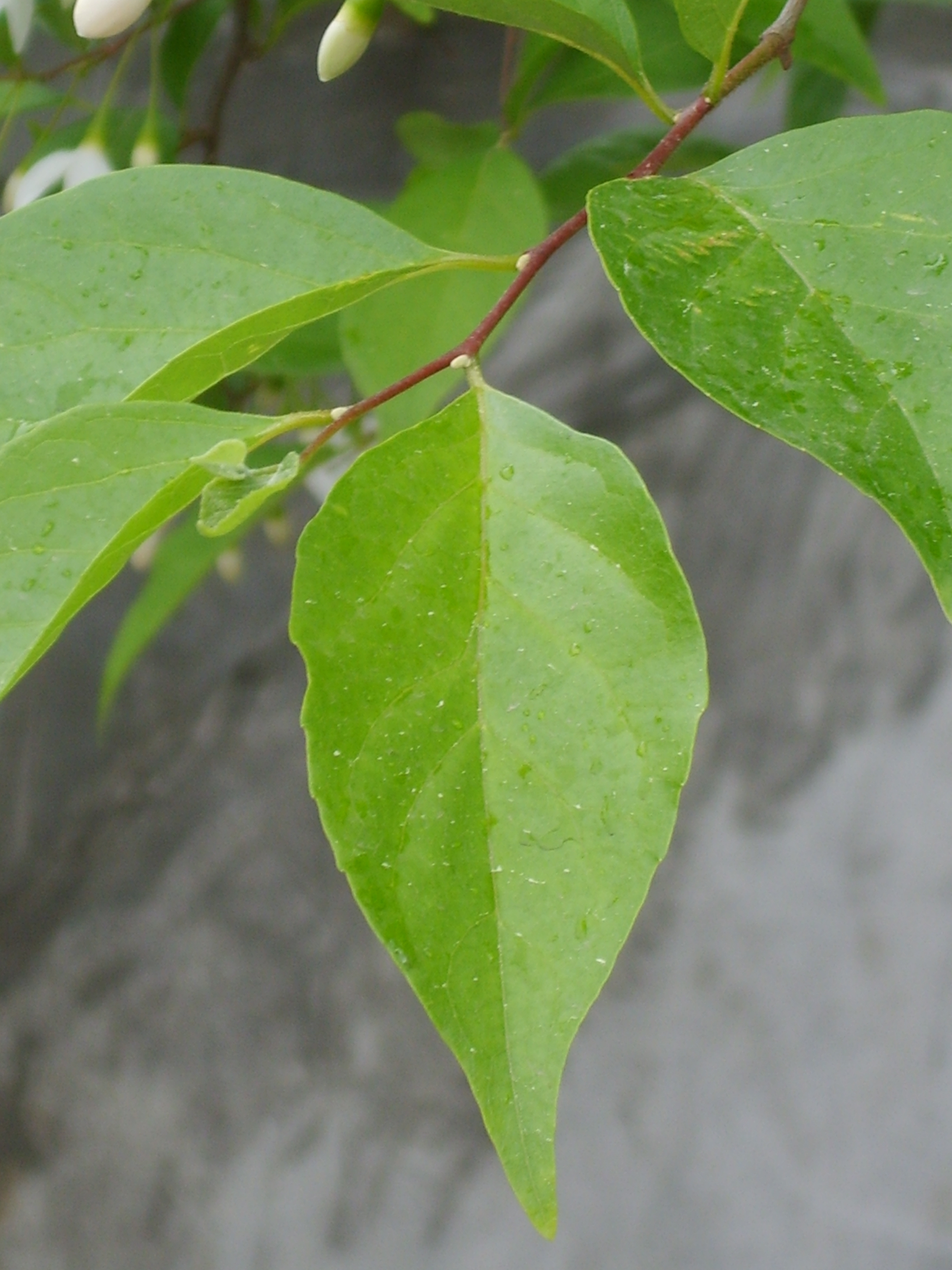
Des feuilles Styrax du Japon.
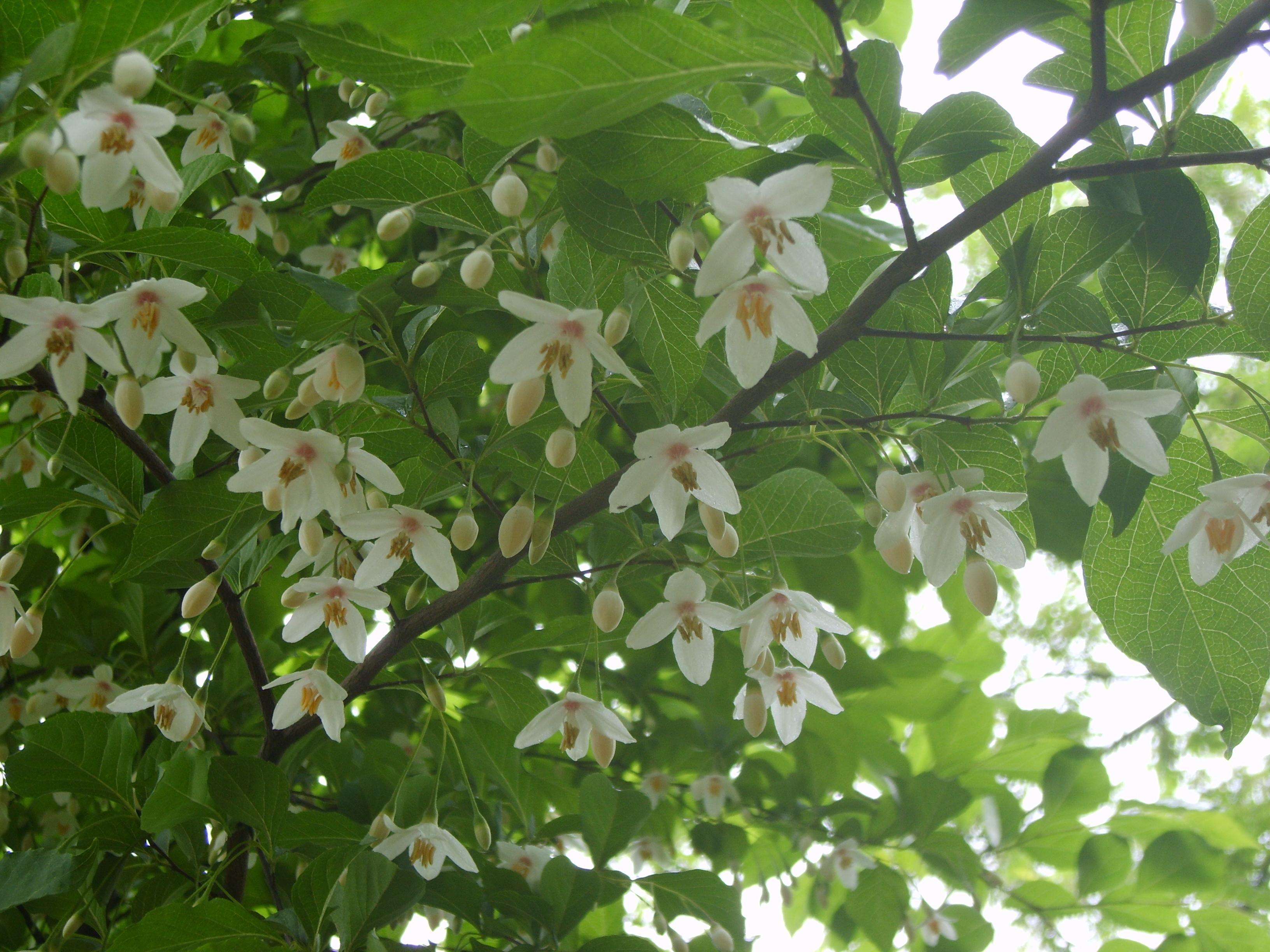
Grappe de fleurs de Styrax du Japon.
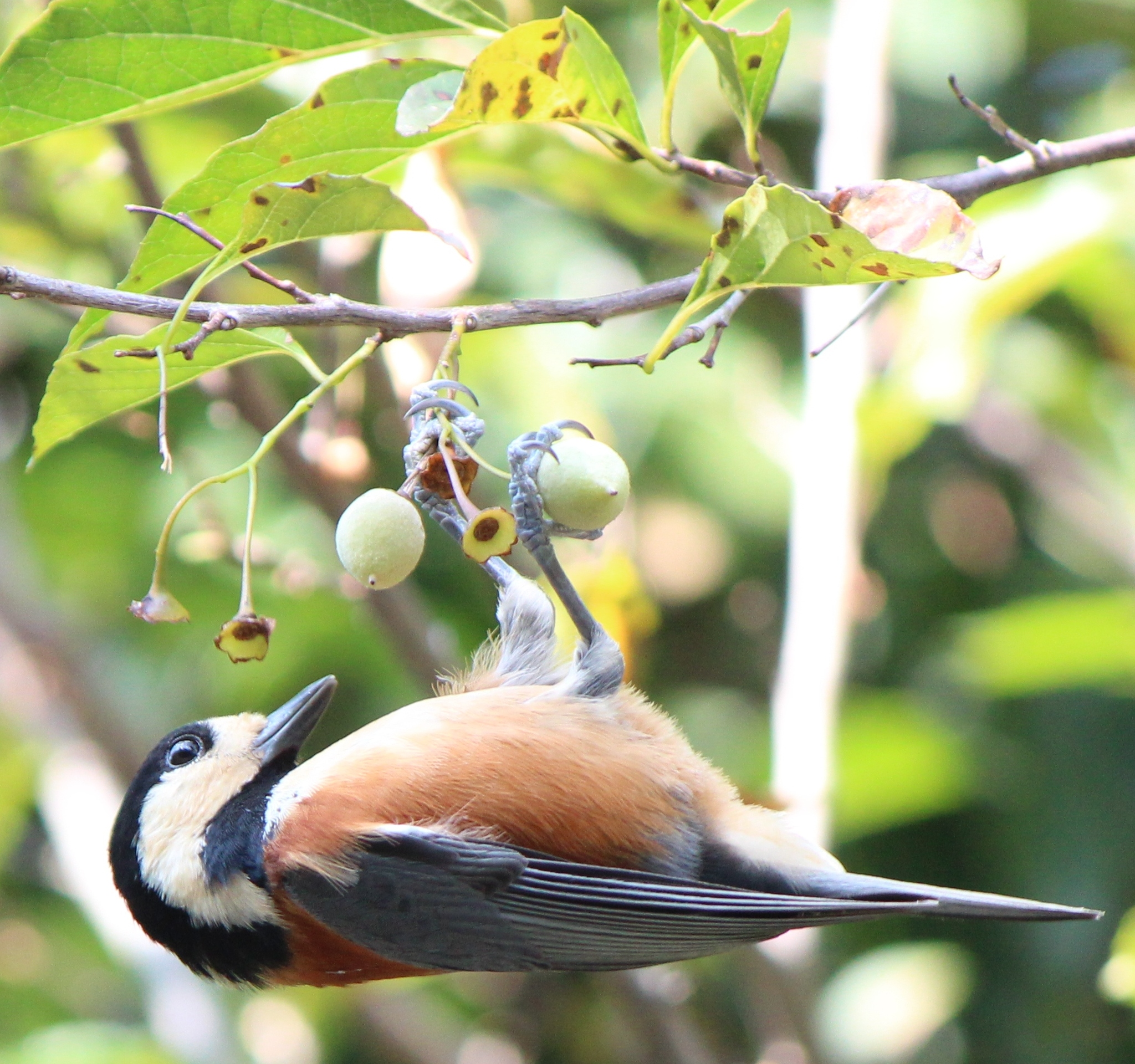
Sittiparus varius en train de manger des fruits d'un Styrax du Japon.

## Distribution géographique et habitat
Le Styrax du Japon est originaire de l'Asie de l'Est : Chine, Japon, et Corée, et de l'Asie du Sud-Est : Philippines,. Il pousse dans les plaines et sur les pentes de montagnes (étage montagnard, de 400 à 1 800 m d'altitude).

## Liste des variétés
Selon Catalogue of Life (18 octobre 2017) :
- variété Styrax japonicus var. calycothrix.

Selon Tropicos (18 octobre 2017) :
- variété Styrax japonicus var. calycothrix Gilg ;
- variété Styrax japonicus var. japonicus ;
- variété Styrax japonicus var. kotoensis (Hayata) Masam. & generic Suzuki.